# Latario Collie-Minns
Latario Collie-Minns (ur. 10 marca 1994) – bahamski lekkoatleta specjalizujący się w trójskoku.
W 2010 bez powodzenia brał udział w mistrzostwach świata juniorów, a w 2011 zdobył złoty medal mistrzostw świata juniorów młodszych i brąz mistrzostw panamerykańskich juniorów. Trzeci zawodnik juniorskich mistrzostw świata z 2012.
Medalista mistrzostw NCAA.
Jego brat bliźniak Lathone Collie-Minns także, z sukcesami, startuje w trójskoku.
Rekordy życiowe: stadion – 17,18 (16 maja 2015, Tallahassee) / 17,25w (16 maja 2015, Tallahassee); hala – 16,80 (8 marca 2014, Nowy Jork).

## Osiągnięcia
| Rok  | Impreza                               | Miejsce         | Pozycja           | Wynik |
| ---- | ------------------------------------- | --------------- | ----------------- | ----- |
| 2010 | Mistrzostwa świata juniorów           | Moncton         | el. – 16. miejsce | 15,35 |
| 2011 | Mistrzostwa świata juniorów młodszych | Lille Metropole | 1. miejsce        | 16,06 |
| 2011 | Mistrzostwa panamerykańskie juniorów  | Miramar         | 3. miejsce        | 15,93 |
| 2012 | CARIFTA Games                         | Hamilton        | 1. miejsce        | 16,35 |
| 2012 | Mistrzostwa świata juniorów           | Barcelona       | 3. miejsce        | 16,37 |
| 2015 | Igrzyska panamerykańskie              | Toronto         | 10. miejsce       | 16,08 |
| 2015 | Mistrzostwa świata                    | Pekin           | el. – 23. miejsce | 16,21 |
| 2016 | Igrzyska olimpijskie                  | Rio de Janeiro  | el. –             | NM    |
| 2019 | Mistrzostwa świata                    | Doha            | el. – 28. miejsce | 16,26 |